# رينيه مير
رينيه شارل جوزف مير (1878-1949) (بالفرنسية: René Charles Joseph Maire)‏ عالم نبات ومستكشف فرنسي، ولد في 29 أيار 1878 في لون لو سونييه في فرنسا وتوفي في 24 تشرين الثاني 1947 في مدينة الجزائر. بين عامي 1902 و1904، قام بحمع عينات نباتية من أنحاء المغرب العربي. بدءا من عام 1911، عمل كأستاذ لعلم النبات في جامعة الجزائر. بتكليف من الحكومة المغربية، قام برحلة استكشاف نباتية في جبال الهقار بين 1921 و1930.
كان أكبر مؤلفاته كتاب نباتات شمال إفريقيا (بالفرنسية: Flore de l'Afrique du Nord)‏ في ستة عشر مجلدا نشرت عام 1953 بعد وفاته.
سميت النباتات التالية تكريما له:
- قتاد مير (باللاتينية: Astragalus maireanus)
- (باللاتينية: Amanita mairei)